# یوتو ناکاجیما
یوتو ناکاجیما (انگلیسی: Yuto Nakajima؛ زادهٔ ۱۰ اوت ۱۹۹۳) بازیگر، خواننده، و بازیگر خردسال اهل ژاپن است. وی از سال ۲۰۰۴ میلادی تاکنون مشغول فعالیت بوده‌است.